# Hanna Resvoll-Holmsen
Pour les articles homonymes, voir Holmsen.
Hanna Marie-Resvoll Holmsen (née le 11 septembre 1873 à Vågå, et décédée le 13 mars 1943 à Oslo) est une botaniste norvégienne.
Elle  est connue pour ses études sur la flore du Svalbard mais aussi pour ses photographies.
Son engagement à préserver les lacs de Gjende et Bygdin ainsi que la rivière Sjoa dans les années 1920 lui a valu d'être nommée : "Norges første moderne natur- og miljøverner" c'est-à-dire la première écologiste de Norvège.

## Biographie
En 1893, elle est gouvernante dans l'Østerdalen après son examen de sortie du collège. Là-bas, elle se marie une première fois, mariage malheureux qui sera dissout et dont elle aura eu un fils mort très jeune.

## Publications
- Les observations botaniques de la campagne scientifique de S.A.S. le Prince Albert 1er de Monaco. La misión Isachsen au Spitzberg 1907 - 1910
- Observations botaniques - 1913
- Om betingelserne for Spitsbergens planteliv - 1920
- Om fjeldvegetationen i det østenfjeldske Norge - 1920
- Om fredning av Svalbards plantevekst - 1926
- Svalbards Flora - 1927
- I tidens løp (recueil de poésies) - 1930
- Om betydningen av det uensartede i våre skoger. Tidsskrift for Skogbruk - 1932